# Blima
La blima, brima o brimat és una malura de la vinya consistent en l'avortament de la flor del cep, quasi sempre a causa de les pluges o d'humitats, la qual provoca una escassedat de grans.